# Каминьский, Марцин (шахматист)
Марцин Каминьский (пол. Marcin Kamiński; род. 10 марта 1977, Вроцлав) — польский шахматист, гроссмейстер (1996).
Двукратный чемпион мира среди юниоров — 1989 (в категории до 12 лет) и 1991 (в категории до 14 лет).
В составе сборной Польши участник 3-х Олимпиад (1994—1998).

## Изменения рейтинга
| Графики недоступны из-за технических проблем. См. информацию на Фабрикаторе и на mediawiki.org. |